# CATOBAR

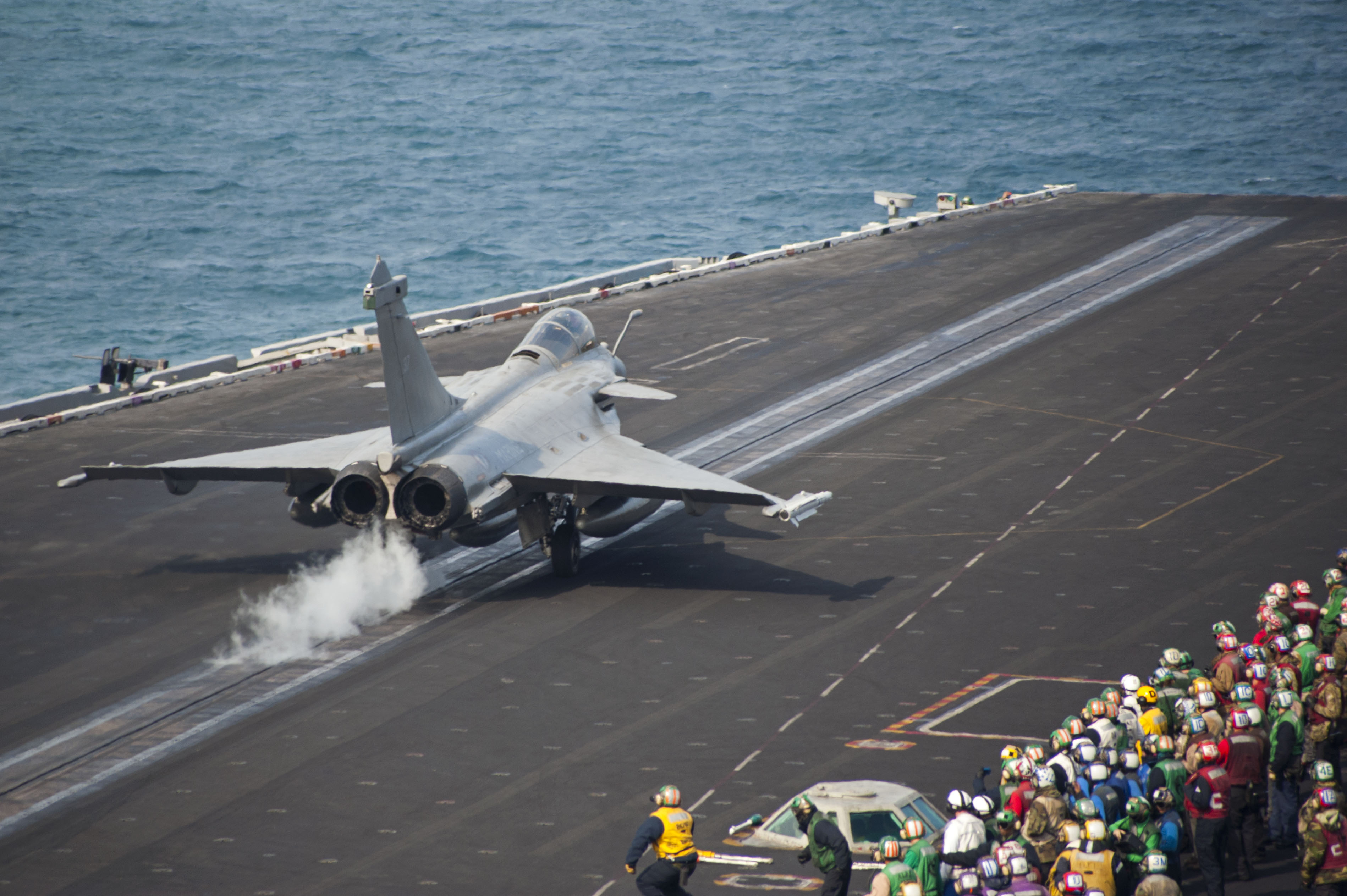
미국 항모에서 라팔이 캐터펄트 이륙을 하고 있다

CATOBAR (Catapult Assisted Take Off But Arrested Recovery)는 항공모함의 이착륙 방식 중의 하나이다. 항모의 함재기가 캐터펄트의 도움으로 이륙하고, 어레스팅 기어로 착륙하는 방식이다. 대표적으로 미국 항모가 사용한다. 다른 항모 함재기의 이착륙방식으로는 영국의 STOVL, 러시아의 STOBAR가 있다.
영국은 차기 퀸 엘리자베스급 항공모함의 이착륙 방식을 F-35C의 CATOBAR 방식에서 F-35B의 STOVL으로 변경했다.

## 이착륙거리
미국 캐터펄트의 길이는 300피트, 90 m이다. 일반적인 공군 활주로에서는 1700 m의 이륙거리가 필요하나, 항공모함에서는 이륙에 90 m 활주로가 필요하다.
역시 미국의 경우, 착륙시에는 어레스팅 기어를 사용해, 150 m 이내에 착륙한다. 역시 공군 활주로에서는 1700 m 이상의 착륙거리가 필요하다.
따라서, 이론적으로는, 150미터의 활주로가 갖추어진 경우, 고정익기를 이착륙시킬 수 있다. 독도함은 200미터 활주로를 갖고 있다.

## 사용 항모
- 미국
  - 제럴드 R. 포드급 항공모함 1척
  - 니미츠급 항공모함 10척
- 프랑스
  - 샤를 드골호 1척
  - 차기 프랑스 항공모함 1척(계획중)

## 같이 보기
- STOBAR - 러시아, 중국, 인도의 항모 함재기 이착륙방식
- STOVL - 영국 경항모의 해리어 이착륙 방식